# Миленко Зорић
Миленко Зорић (Сански Мост, 2. април 1989) је српски кајакаш из Бачке Паланке. На Европском првенству у Загребу 2012. освојио је бронзану медаљу у четвороседу.

## Биографија
Веслањем се почео бавити 2000. године. Репрезентативац је Србије у кајаку на мирним водама. Учествовао је на олимпијским играма у Лондону (2012), гдје се такмичио у полуфиналу (дисциплина К4 - 1.000) и у Рио де Жанеиру (2016), гдје је освојио сребрну медаљу (К2 - 1.000) и осмо мјесто (К4 - 1.000). На свјетским првенствима освојио је: у Сегедину (2011) осмо мјесто (К4 -1.000), Дуизбургуу, Њемачка (2013) пето (К4- 1.000), Милану (2015) бронзану медаљу (К2 - 500), Рачицама, Чешка (2017) златну (К2 - 1.000) и Монтемор Овељу, Португал (2018) бронзану медаљу (К2 - 1.000). Пласмани и медаље освојени на европским првенствима: у Загребу (2012) сребрна медаља (К4 - 1.000), Москви (2016) девето мјесто (К4 - 1.000) и бронзана медаља (К2 - 1.000), Пловдиву (2017) сребрна медаља (К2 - 1.000), Београду (2018) златна медаља (К2 - 1000). На европским играма у Бакуу (2015) заузео је једанаесто мјесто (Кl - 1.000), а у Минску (2019) такмичио се у полуфиналу (К2 - 1.000). Године 2016. добио је Октобарску награду Бачке Паланке и проглашен је најуспјешнијим спортистом Кајакашког савеза Србије. Исте године проглашен је амбасадором спорта Републике Српске.

## Награде

### Друге награде
- 2016: Награда Браћа Карић
- Србија на Летњим олимпијским играма 2016.